# (3058) Delmary
(3058) Delmary (1981 EO17; 1969 TL; 1979 SH3; A905 UO) ist ein ungefähr vier Kilometer großer Asteroid des inneren Hauptgürtels, der am 1. März 1981 vom US-amerikanischen Astronomen Schelte John Bus am Siding-Spring-Observatorium in der Nähe von Coonabarabran, New South Wales in Australien (IAU-Code 260) entdeckt wurde.

## Benennung
(3058) Delmary wurde nach der US-amerikanischen Künstlerin Delmary Rose Schanz (* 1938) benannt, deren Meerespanorama-Ölglasuren zahlreiche Kunstliebhaber inspiriert hatten.  Die Künstlerin, die für ihren sensiblen Umgang mit Licht und Farbe hoch angesehen ist, schuf ein umfangreiches Werk, das von Sammlern und Kollegen für seine spirituelle Kraft und technische Meisterschaft weithin anerkannt wird.